# Temporada 2002 de Fórmula 3000 Internacional
La temporada 2002 de Fórmula 3000 Internacional fue la 18.º de dicha categoría. Comenzó el 30 de marzo en Interlagos y finalizó en Monza el 14 de septiembre.
Tomáš Enge fue el ganador del Campeonato de Pilotos, pero perdió el título luego de que se le descubrieran rastros de marihuana tras el control antidopaje, por lo tanto Sébastien Bourdais se quedó con el título. Mientras que Arden International logró el Campeonato de Escuderías.

## Escuderías y pilotos
| Escudería               | N.º | Piloto              | Rondas |
| ----------------------- | --- | ------------------- | ------ |
| Coca-Cola Nordic Racing | 1   | Ryan Briscoe        | 1-7    |
| Coca-Cola Nordic Racing | 1   | Thed Björk          | 8-12   |
| Coca-Cola Nordic Racing | 2   | Zsolt Baumgartner   | Todas  |
| Petrobras Junior Team   | 3   | Antônio Pizzonia    | Todas  |
| Petrobras Junior Team   | 4   | Ricardo Sperafico   | Todas  |
| Super Nova Racing       | 5   | Sébastien Bourdais  | Todas  |
| Super Nova Racing       | 6   | Tiago Monteiro      | Todas  |
| Red Bull Junior Team    | 9   | Patrick Friesacher  | Todas  |
| Red Bull Junior Team    | 10  | Ricardo Maurício    | Todas  |
| Team Astromega          | 14  | Mário Haberfeld     | Todas  |
| Team Astromega          | 15  | Rob Nguyen          | Todas  |
| European Minardi F3000  | 16  | Alexandre Sperafico | 1-9    |
| European Minardi F3000  | 16  | Justin Keen         | 10-12  |
| European Minardi F3000  | 17  | David Saelens       | 1-5    |
| European Minardi F3000  | 17  | Alex Müller         | 6-9    |
| European Minardi F3000  | 17  | Kristian Kolby      | 10-12  |
| Arden International     | 18  | Björn Wirdheim      | Todas  |
| Arden International     | 19  | Tomáš Enge          | Todas  |
| Durango Formula         | 20  | Alex Müller         | 1-5    |
| Durango Formula         | 20  | Derek Hill          | 6-12   |
| Durango Formula         | 21  | Rodrigo Sperafico   | Todas  |
| Coloni F3000            | 24  | Enrico Toccacelo    | Todas  |
| Coloni F3000            | 25  | Giorgio Pantano     | Todas  |
| PSM Racing Line         | 26  | Tony Schmidt        | Todas  |
| PSM Racing Line         | 27  | Nicolas Kiesa       | Todas  |

## Calendario
| Ronda | Circuito                                     | País        | Fecha            |
| ----- | -------------------------------------------- | ----------- | ---------------- |
| 1     | Autódromo José Carlos Pace, São Paulo        | Brasil      | 30 de marzo      |
| 2     | Autodromo Enzo e Dino Ferrari, Imola         | Italia      | 13 de abril      |
| 3     | Circuito de Barcelona-Cataluña, Montmeló     | España      | 27 de abril      |
| 4     | A1-Ring, Spielberg                           | Austria     | 11 de mayo       |
| 5     | Circuito de Mónaco, Montecarlo               | Mónaco      | 25 de mayo       |
| 6     | Nürburgring, Nürburg                         | Alemania    | 22 de junio      |
| 7     | Circuito de Silverstone, Silverstone         | Reino Unido | 6 de julio       |
| 8     | Circuito de Nevers Magny-Cours, Magny-Cours  | Francia     | 20 de julio      |
| 9     | Hockenheimring, Hockenheim                   | Alemania    | 27 de julio      |
| 10    | Hungaroring, Mogyoród                        | Hungría     | 17 de agosto     |
| 11    | Circuito de Spa-Francorchamps, Francorchamps | Bélgica     | 31 de agosto     |
| 12    | Autodromo Nazionale di Monza, Monza          | Italia      | 14 de septiembre |

## Resultados
| Ronda   | Ronda             | Pole Position      | Vuelta rápida      | Piloto ganador     | Escudería ganadora  |
| ------- | ----------------- | ------------------ | ------------------ | ------------------ | ------------------- |
| 1       | Interlagos        | Sébastien Bourdais | Sébastien Bourdais | Rodrigo Sperafico  | Durango Formula     |
| 2       | Imola             | Sébastien Bourdais | Giorgio Pantano    | Sébastien Bourdais | Super Nova Racing   |
| 3       | Barcelona         | Sébastien Bourdais | Sébastien Bourdais | Giorgio Pantano    | Coloni F3000        |
| 4       | Spielberg         | Tomáš Enge         | Tomáš Enge         | Tomáš Enge         | Arden International |
| 5       | Montecarlo        | Sébastien Bourdais | Tomáš Enge         | Sébastien Bourdais | Super Nova Racing   |
| 6       | Nürburgring       | Sébastien Bourdais | Tomáš Enge         | Sébastien Bourdais | Super Nova Racing   |
| 7       | Silverstone       | Tomáš Enge         | Tomáš Enge         | Tomáš Enge         | Arden International |
| 8       | Magny-Cours       | Tomáš Enge         | Tomáš Enge         | Tomáš Enge         | Arden International |
| 9       | Hockenheim        | Giorgio Pantano    | Ricardo Sperafico  | Giorgio Pantano    | Coloni F3000        |
| 10      | Budapest          | Tomáš Enge         | Ricardo Sperafico  | Enrico Toccacelo   | Coloni F3000        |
| 11      | Spa-Francorchamps | Sébastien Bourdais | Sébastien Bourdais | Giorgio Pantano    | Coloni F3000        |
| 12      | Monza             | Björn Wirdheim     | Giorgio Pantano    | Björn Wirdheim     | Arden International |
| Fuente: |                   |                    |                    |                    |                     |

## Clasificaciones

### Sistema de puntuación
| Posición | 1.º | 2.º | 3.º | 4.º | 5.º | 6.º |
| Puntos   | 10  | 6   | 4   | 3   | 2   | 1   |

### Campeonato de Pilotos
| Pos.    | Piloto              | INT | IMO | BAR | SPI | MON | NÜR | SIL | MAG | HOC | BUD | SPA | MNZ | Puntos |
| ------- | ------------------- | --- | --- | --- | --- | --- | --- | --- | --- | --- | --- | --- | --- | ------ |
| 1       | Sébastien Bourdais  | 14  | 1   | 3   | Ret | 1   | 1   | 2   | 2   | Ret | 3   | 2   | Ret | 56     |
| 2       | Giorgio Pantano     | 8   | 3   | 1   | 4   | Ret | Ret | 4   | 3   | 1   | 2   | 1   | 3   | 54     |
| 3       | Tomáš Enge          | Ret | 6   | 2   | 1   | 3   | 13  | 1   | 1   | Ret | DSQ | 4   | 2   | 50     |
| 4       | Björn Wirdheim      | 5   | 7   | 8   | 2   | Ret | 6   | 6   | Ret | 2   | 4   | Ret | 1   | 29     |
| 5       | Ricardo Sperafico   | 7   | 14  | 9   | 8   | 5   | 2   | 3   | 15  | 6   | 5   | 3   | 4   | 22     |
| 6       | Rodrigo Sperafico   | 1   | 2   | 7   | 12  | Ret | 8   | 9   | 8   | 3   | Ret | 12  | 8   | 20     |
| 7       | Mário Haberfeld     | 2   | Ret | 5   | 3   | 6   | Ret | Ret | 5   | 4   | Ret | 14  | 9   | 18     |
| 8       | Antônio Pizzonia    | 4   | 4   | 10  | 7   | 4   | 3   | 5   | 4   | Ret | Ret | Ret | DSQ | 18     |
| 9       | Enrico Toccacelo    | 6   | 12  | 6   | 6   | Ret | Ret | 8   | 6   | Ret | 1   | Ret | Ret | 14     |
| 10      | Patrick Friesacher  | 10  | 5   | 11  | 5   | 2   | 4   | 7   | 7   | Ret | 6   | 16  | Ret | 14     |
| 11      | Ricardo Maurício    | 3   | Ret | 4   | 15  | 7   | 9   | Ret | 10  | Ret | 11  | 5   | Ret | 9      |
| 12      | Nicolas Kiesa       | 15  | 8   | Ret | 10  | Ret | 10  | 10  | Ret | Ret | Ret | 6   | 5   | 3      |
| 13      | Tiago Monteiro      | 9   | 10  | Ret | 16  | Ret | Ret | 13  | 9   | 5   | 13  | Ret | 10  | 2      |
| 14      | Rob Nguyen          | 13  | 11  | 14  | 9   | Ret | 5   | 15  | 11  | 11  | 10  | 15  | Ret | 2      |
| 15      | Zsolt Baumgartner   | Ret | 9   | Ret | 11  | Ret | 12  | 14  | 12  | 8   | 7   | 8   | 6   | 1      |
| 16      | Thed Björk          |     |     |     |     |     |     |     | Ret | 7   | 8   | 13  | 7   | 0      |
| 17      | Derek Hill          |     |     |     |     |     | 7   | Ret | Ret | 9   | Ret | 7   | Ret | 0      |
| 18      | Justin Keen         |     |     |     |     |     |     |     |     |     | 9   | 9   | Ret | 0      |
| 19      | Kristian Kolby      |     |     |     |     |     |     |     |     |     | 12  | 10  | 11  | 0      |
| 20      | Alex Müller         | 11  | Ret | Ret | 13  | DSQ | Ret | 11  | 14  | Ret |     |     |     | 0      |
| 21      | Tony Schmidt        | 16  | Ret | 13  | 14  | Ret | Ret | Ret | 13  | Ret | 14  | 11  | 12  | 0      |
| 22      | Alexandre Sperafico | Ret | 15  | 15  | Ret | Ret | 11  | Ret | Ret | Ret |     |     |     | 0      |
| 23      | Ryan Briscoe        | 12  | 13  | 12  | 17  | Ret | Ret | 12  |     |     |     |     |     | 0      |
| 24      | David Saelens       | Ret | Ret | 16  | Ret | Ret |     |     |     |     |     |     |     | 0      |
| Pos.    | Piloto              | INT | IMO | BAR | SPI | MON | NÜR | SIL | MAG | HOC | BUD | SPA | MNZ | Puntos |
| Fuente: |                     |     |     |     |     |     |     |     |     |     |     |     |     |        |

| Color     | Resultado                                                               |
| --------- | ----------------------------------------------------------------------- |
| Oro       | Ganador                                                                 |
| Plata     | 2.ª plaza                                                               |
| Bronce    | 3.ª plaza                                                               |
| Verde     | Finalizó en los puntos                                                  |
| Azul      | Finalizó sin puntos                                                     |
| Azul      | NC - No clasificado                                                     |
| Violeta   | Ret - No terminó (Carrera)                                              |
| Rojo      | DNQ - No se clasificó                                                   |
| Negro     | DSQ - Descalificado                                                     |
| Blanco    | DNS - No empezó (carrera)                                               |
| Blanco    | WD - Retirado (fin de semana)                                           |
| Blanco    | C - Carrera cancelada                                                   |
| Sin color | DNP - Inscrito pero no participó                                        |
| Sin color | INJ - Lesionado                                                         |
| Sin color | EX - Excluido                                                           |
| Estado    | Resultado                                                               |
| Negrita   | Pole position                                                           |
| Cursiva   | Vuelta rápida                                                           |
| †         | Abandona, pero clasifica al completar el porcentaje requerido para ello |

### Campeonato de Escuderías
| Pos.    | Escudería               | N.º | INT | IMO | BAR | SPI | MON | NÜR | SIL | MAG | HOC | BUD | SPA | MNZ | Puntos |
| ------- | ----------------------- | --- | --- | --- | --- | --- | --- | --- | --- | --- | --- | --- | --- | --- | ------ |
| 1       | Arden International     | 18  | 5   | 7   | 8   | 2   | Ret | 6   | 6   | Ret | 2   | 4   | Ret | 1   | 79     |
| 1       | Arden International     | 19  | Ret | 6   | 2   | 1   | 3   | 13  | 1   | 1   | Ret | DSQ | 4   | 2   | 79     |
| 2       | Coloni F3000            | 24  | 6   | 12  | 6   | 6   | Ret | Ret | 8   | 6   | Ret | 1   | Ret | Ret | 68     |
| 2       | Coloni F3000            | 25  | 8   | 3   | 1   | 4   | Ret | Ret | 4   | 3   | 1   | 2   | 1   | 3   | 68     |
| 3       | Super Nova Racing       | 5   | 14  | 1   | 3   | Ret | 1   | 1   | 2   | 2   | Ret | 3   | 2   | Ret | 58     |
| 3       | Super Nova Racing       | 6   | 9   | 10  | Ret | 16  | Ret | Ret | 13  | 9   | 5   | 13  | Ret | 10  | 58     |
| 4       | Petrobras Junior Team   | 3   | 4   | 4   | 10  | 7   | 4   | 3   | 5   | 4   | Ret | Ret | Ret | DSQ | 40     |
| 4       | Petrobras Junior Team   | 4   | 7   | 14  | 9   | 8   | 5   | 2   | 3   | 15  | 6   | 5   | 3   | 4   | 40     |
| 5       | Red Bull Junior Team    | 9   | 10  | 5   | 11  | 5   | 2   | 4   | 7   | 7   | Ret | 6   | 16  | Ret | 23     |
| 5       | Red Bull Junior Team    | 10  | 3   | Ret | 4   | 15  | 7   | 9   | Ret | 10  | Ret | 11  | 5   | Ret | 23     |
| 6       | Durango Formula         | 20  | 11  | Ret | Ret | 13  | DSQ | 7   | Ret | Ret | 9   | Ret | 7   | Ret | 20     |
| 6       | Durango Formula         | 21  | 1   | 2   | 7   | 12  | Ret | 8   | 9   | 8   | 3   | Ret | 12  | 8   | 20     |
| 7       | Team Astromega          | 14  | 2   | Ret | 5   | 3   | 6   | Ret | Ret | 5   | 4   | Ret | 14  | 9   | 20     |
| 7       | Team Astromega          | 15  | 13  | 11  | 14  | 9   | Ret | 5   | 15  | 11  | 11  | 10  | 15  | Ret | 20     |
| 8       | PSM Racing Line         | 26  | 16  | Ret | 13  | 14  | Ret | Ret | Ret | 13  | Ret | 14  | 11  | 12  | 3      |
| 8       | PSM Racing Line         | 27  | 15  | 8   | Ret | 10  | Ret | 10  | 10  | Ret | Ret | Ret | 6   | 5   | 3      |
| 9       | Coca-Cola Nordic Racing | 1   | 12  | 13  | 12  | 17  | Ret | Ret | 12  | Ret | 7   | 8   | 13  | 7   | 1      |
| 9       | Coca-Cola Nordic Racing | 2   | Ret | 9   | Ret | 11  | Ret | 12  | 14  | 12  | 8   | 7   | 8   | 6   | 1      |
| 10      | European Minardi F3000  | 16  | Ret | 15  | 15  | Ret | Ret | 11  | Ret | Ret | Ret | 9   | 9   | Ret | 0      |
| 10      | European Minardi F3000  | 17  | Ret | Ret | 16  | Ret | Ret | Ret | 11  | 14  | Ret | 12  | 10  | 11  | 0      |
| Pos.    | Escudería               | N.º | INT | IMO | BAR | SPI | MON | NÜR | SIL | MAG | HOC | BUD | SPA | MNZ | Puntos |
| Fuente: |                         |     |     |     |     |     |     |     |     |     |     |     |     |     |        |

| Color     | Resultado                                                               |
| --------- | ----------------------------------------------------------------------- |
| Oro       | Ganador                                                                 |
| Plata     | 2.ª plaza                                                               |
| Bronce    | 3.ª plaza                                                               |
| Verde     | Finalizó en los puntos                                                  |
| Azul      | Finalizó sin puntos                                                     |
| Azul      | NC - No clasificado                                                     |
| Violeta   | Ret - No terminó (Carrera)                                              |
| Rojo      | DNQ - No se clasificó                                                   |
| Negro     | DSQ - Descalificado                                                     |
| Blanco    | DNS - No empezó (carrera)                                               |
| Blanco    | WD - Retirado (fin de semana)                                           |
| Blanco    | C - Carrera cancelada                                                   |
| Sin color | DNP - Inscrito pero no participó                                        |
| Sin color | INJ - Lesionado                                                         |
| Sin color | EX - Excluido                                                           |
| Estado    | Resultado                                                               |
| Negrita   | Pole position                                                           |
| Cursiva   | Vuelta rápida                                                           |
| †         | Abandona, pero clasifica al completar el porcentaje requerido para ello |